# Altar (Berg)
Der Altar ist ein 2200 m hoher Berg mit abgeflachtem Gipfel im antarktischen Königin-Maud-Land. Er ragt am Kopfende des Talkessels Grautskåla unmittelbar westlich des Gletschers Altarduken im Alexander-von-Humboldt-Gebirge auf. Der Altar ist nicht zu verwechseln mit dem 2000 m hohen Altar Mountain in Viktorialand auf der anderen Seite von Antarktika.
Entdeckt und deskriptiv nach seiner Ähnlichkeit mit einem Altar benannt wurde der Berg von der Deutschen Antarktischen Expedition 1938/39 unter der Leitung des Polarforschers Alfred Ritscher.